# Маджия
Маджия (англ. Maggia) — вымышленный международный преступный синдикат, появляющийся в американских комиксах издательства Marvel Comics и структурно напоминающий реальную нью-йоркскую мафию. Члены Маджии нередко прибегают к услугам суперзлодеев и безумных учёных. Некоторые из выдающихся мафиози сами являются суперзлодеями, например, Кувалда, Сильвермейн, граф Нефария и его дочь Мадам Маска. Маджия часто вступает в конфронтацию с такими супергероями Человек-паук, Сорвиголова, Фантастическая четвёрка и Мстители.
Историк комиксов Скотт Шоу заявил, что Маджия создавалась как дань уважения существующей мафии, поскольку некоторые издатели комиксов были связаны с криминальными сообществами в 1960-х годах. С момента своего появления в комиксах, организация была адаптирована в других медиа, включая мультсериалы и видеоигры.

## История публикаций
Маджия была создана сценаристом Стэном Ли и художником Доном Хеком и впервые появилась в Avengers #13 (декабрь 1964).

## Вне комиксов

### Телевидение
- Маджия появляется в мультсериале «Железный человек: Приключения в броне» (2009), где организация состоит из Графа Нефарии, Чёрного рыцаря, Единорога и Убийцы Сорокопута. По сюжету, они противостоят Тонгам, возглавляемым Мандарином.
- Филиал Маджии из Лос-Анджелеса во главе с Джозефом Манфреди появляется во втором сезоне сериала «Агент Картер» (2015)[4]. Их вербует Уитни Фрост, чтобы заручиться поддержкой в экспериментах с нулевой материей.

### Видеоигры
- Маджия появляется в игре Iron Man (2008)[5].
- Маджия фигурирует в игре Marvel: Avengers Alliance (2012) для Facebook.
- В игре Marvel Heroes (2013) Маджию возглавляет Кингпин.
- Нью-йоркская ветвь Маджии появляется в DLC к игре Spider-Man (2018) под названием The City That Never Sleeps и состоит из семей Фортунато, Коста, Цицеро, Маучио и Кувалды[6]. После арестов Кингпина и Мистера Негатива Маджия пытается захватить контроль над криминальным миром Нью-Йорка и вовлечь друг друга в жестокую войну между бандами. Стремясь поскорее положить конец войне, Кувалда пытается заставить другие семьи подчиниться ему, наняв Чёрную кошку для добычи интересующих его сведений, однако она предаёт его и оставляет их себе. Кувалда, по всей видимости, убивает её бомбой и приказывает своим людям украсть передовые технологии у «Sable International», чтобы обзавестись преимуществом перед другими семьями. Позже он похищает и пытается убить других криминальных авторитетов Маджии в прямом эфире, однако Человек-паук срывает его план и побеждает его. После того, как Кувалда сбегает от полиции и превращается в киборга, Человек-паук и глава «Sable International» Серебряный Соболь объединяют усилия, чтобы нанести ему сокрушительное поражение.

## Критика
Comic Book Resources поместил Маджию на 10-е место среди «10 самых могущественных секретных организаций в комиксах Marvel».